# Aniuar Geduev
Aniuar Borisovič Geduev (in russo Аниуар Борисович Гедуев?; Nal'čik, 26 gennaio 1987) è un lottatore russo, specializzato nella lotta libera.

## Palmarès
- Olimpiadi

Rio de Janeiro 2016: argento nei74 kg.
- Mondiali

Las Vegas 2015: bronzo nei 74 kg.
- Europei

Vienna 2013: oro nei 74 kg.
Vantaa 2014: oro nei 74 kg.
- Giochi europei

Baku 2015: oro nei 74 kg.